# بلیانس
بلیانس (به اسپانیایی: Belianes) یک منطقهٔ مسکونی در اسپانیا است که در اورژل واقع شده‌است. بلیانس ۱۵٫۷ کیلومتر مربع مساحت دارد.